# Arthur (1981)
Arthur (bra: Arthur, o Milionário Sedutor; prt: Arthur, o Alegre Conquistador) é um filme americano de 1981, do gênero comédia romântica, escrito e dirigido por Steve Gordon. O filme é estrelado por Dudley Moore como o homônimo Arthur Bach, um milionário bêbado da cidade de Nova York que está à beira de um casamento arranjado com uma herdeira rica, mas acaba se apaixonando por uma garota comum do Queens. Foi o primeiro e único filme dirigido por Gordon, que morreu em 1982 de um ataque cardíaco aos 44 anos.
Arthur ganhou mais de US$ 95 milhões no mercado interno, tornando-se o quarto filme de maior bilheteria de 1981. Sua música título, "Arthur's Theme (Best That You Can Do)", ganhou o Oscar de melhor canção original. Co-escrito por Christopher Cross, Burt Bacharach, Carole Bayer Sager e Peter Allen e foi gravado por Christopher Cross. Sir John Gielgud também ganhou um Oscar de melhor ator coadjuvante. O filme foi indicado para dois outros prêmios da Academia.

## Sinopse
Arthur é um rico herdeiro, sempre bêbado, irresponsável e sem ambições, que está à beira da falência. Por esta razão, ele decide casar com Susan, a quem não ama. Mas tudo muda quando ele encontra Linda, uma garota pobre, aspirante à escritora que trabalha como guia turística, e por quem fica apaixonado.[carece de fontes?]

## Elenco
- Dudley Moore.... Arthur Bach
- Liza Minnelli.... Linda Marolla

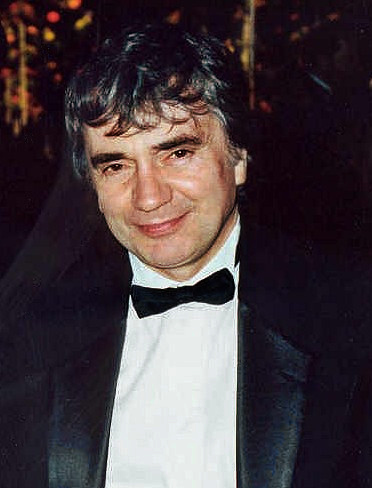
Dudley Moore, o astro de Arthur

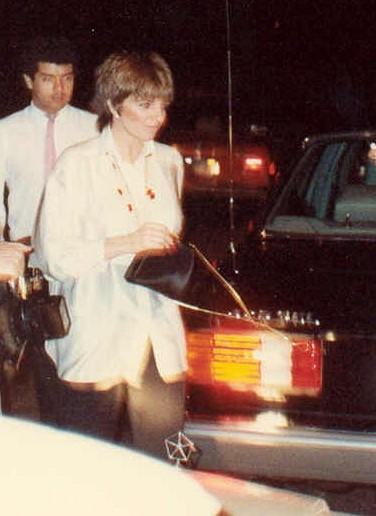
Liza Minnelli, a estrela de Arthur

- John Gielgud.... Hobson, o mordomo
- Geraldine Fitzgerald.... Martha Bach
- Jill Eikenberry.... Susan Johnson
- Stephen Elliott.... Burt Johnson
- Thomas Barbour.... Stanford Bach
- Ted Ross.... homem rabugento
- Barney Martin.... Ralph Marolla
- Paul Gleason.... empresário
- Phyllis Somerville.... lojista
- Lou Jacobi.... dono da loja de plantas
- Justine Johnston.... Tia Pearl
- Irving Metzman.... segurança de loja
- Anne De Salvo.... Gloria
- Lawrence Tierney.... homem exigente em um restaurante
- Mark Margolis (sem créditos).... convidado de casamento
- Gordon Press.... responsável pela mudança

## Produção
Gordon originalmente escreveu o personagem titular com um ator americano em mente para retratar. Antes da escolha de Moore, Al Pacino, Jack Nicholson, Richard Dreyfuss e James Caan foram todos considerados para o papel. Além disso, Alec Guinness e David Niven foram considerados para o papel de Hobson. De acordo com Splitsider, John Belushi também foi considerado para Arthur. Inicialmente, Gordon queria que Moore realizasse o papel com sotaque americano, mas isso se mostrou controverso, já que Moore teve problemas para se apresentar com um deles e acabou convencendo Gordon a deixá-lo usar seu sotaque natural inglês. Debra Winger supostamente recusou o papel de Linda.
Embora o projeto estivesse inicialmente em andamento na Paramount Pictures , eles finalmente abandonaram o projeto com a Orion Pictures assumindo o controle. A promoção do filme mostrou-se um desafio, alegadamente seis campanhas publicitárias foram descartadas antes que uma final fosse decidida.

## Trilha sonora
O cantor pop Christopher Cross foi inicialmente convidado para fazer o filme, mas o escritor/diretor Steven Gordon não se sentiu confortável com sua falta de experiência em compor para o cinema e o trabalho foi dado a Burt Bacharach. Cross foi convidado para compor uma música para o filme que ele fez, "Arthur's Theme (Best That You Can Do)", que ele escreveu com Bacharach junto com Carole Bayer Sager e Peter Allen.

## Recepção
O filme recebeu elogios da crítica após o seu lançamento e é considerado por muitos como um dos melhores filmes de 1981. Ele atualmente detém uma classificação de 88% "Fresh" no site Rotten Tomatoes.

## Filmes relacionados

### Sequência
Arthur foi seguido por uma sequência em 1988, Arthur 2: On the Rocks (br: Arthur, o milionário arruinado / pt: Arthur, o alegre falido). Os principais atores, Dudley Moore, Liza Minnelli e John Gielgud, reprisaram seus papéis, assim como muitos outros do elenco de apoio, como Geraldine Fitzgerald, Barney Martin e Ted Ross.

### Remake
Foi noticiado pela primeira vez em 2008 que Arthur deveria ser refeito pela Warner Bros., com o ator/comediante britânico Russell Brand no papel principal. Brand confirmou isso durante sua aparição em 10 de março de 2009 no The Howard Stern Show. a nova versão também teve Helen Mirren, Jennifer Garner e Greta Gerwig no elenco. O remake foi um fracasso crítico e financeiro.

### Versões estrangeiras
Este filme teve três remakes indianos. Um deles foi o filme de 1984 em língua Hindi de Bollywood, Sharaabi, estrelado por Amitabh Bachchan no papel principal, o segundo foi o filme em língua kannada de 1985, Nee Thanda Kanike,  e o terceiro foi outro hindu de Bollywood de 2004, Tumsa Nahin Dekha.

## Principais prêmios e indicações
Oscar 1982 (EUA)
- Venceu nas categorias de melhor ator coadjuvante (John Gielgud) e melhor canção original - Arthur's Theme (Best That You Can Do)
- Indicado nas categorias de melhor ator (Dudley Moore) e melhor roteiro original.

BAFTA 1982 (Reino Unido)
- Indicado ao Prêmio Anthony Asquith para música de filme.
- Indicado na categoria de melhor ator coadjuvante (John Gielgud).

Globo de Ouro (EUA)
- Venceu nas categorias de melhor filme - comédia/musical, melhor ator de cinema - comédia/musical (Dudley Moore), melhor ator caodjuvante - cinema (John Gielgud) e melhor canção original - cinema (Arthur's Theme (Best That You Can Do)).
- Indicado na categoria de melhor atriz de cinema - comédia/musical (Liza Minnelli).[carece de fontes?]